# Gemma Godfrey
Gemma Godfrey (também conhecida como Gemma Claire) é uma administradora e empresária. Ela fundou Moola, um serviço de investimento online no Reino Unido que fechou em 2020, e foi contratada como consultora de Arnold Schwarzenegger na edição americana de "O Aprendiz", em 2016.

## Educação
Gemma foi educada na North London Collegiate School e se formou em 2001. Posteriormente, ela se matriculou em um Bacharelado em Física e Filosofia na Universidade de Leeds e se formou em 2004.

## Prêmios e indicações
Ela foi selecionada como uma das 100 mulheres da BBC e como "Comentarista da indústria do ano" do City of London Wealth Management Awards em 2013. Em 2014, ela foi finalista do 6º Shorty Awards para mídia social Business Influencer Award.